# 大鵬灣 (南海)

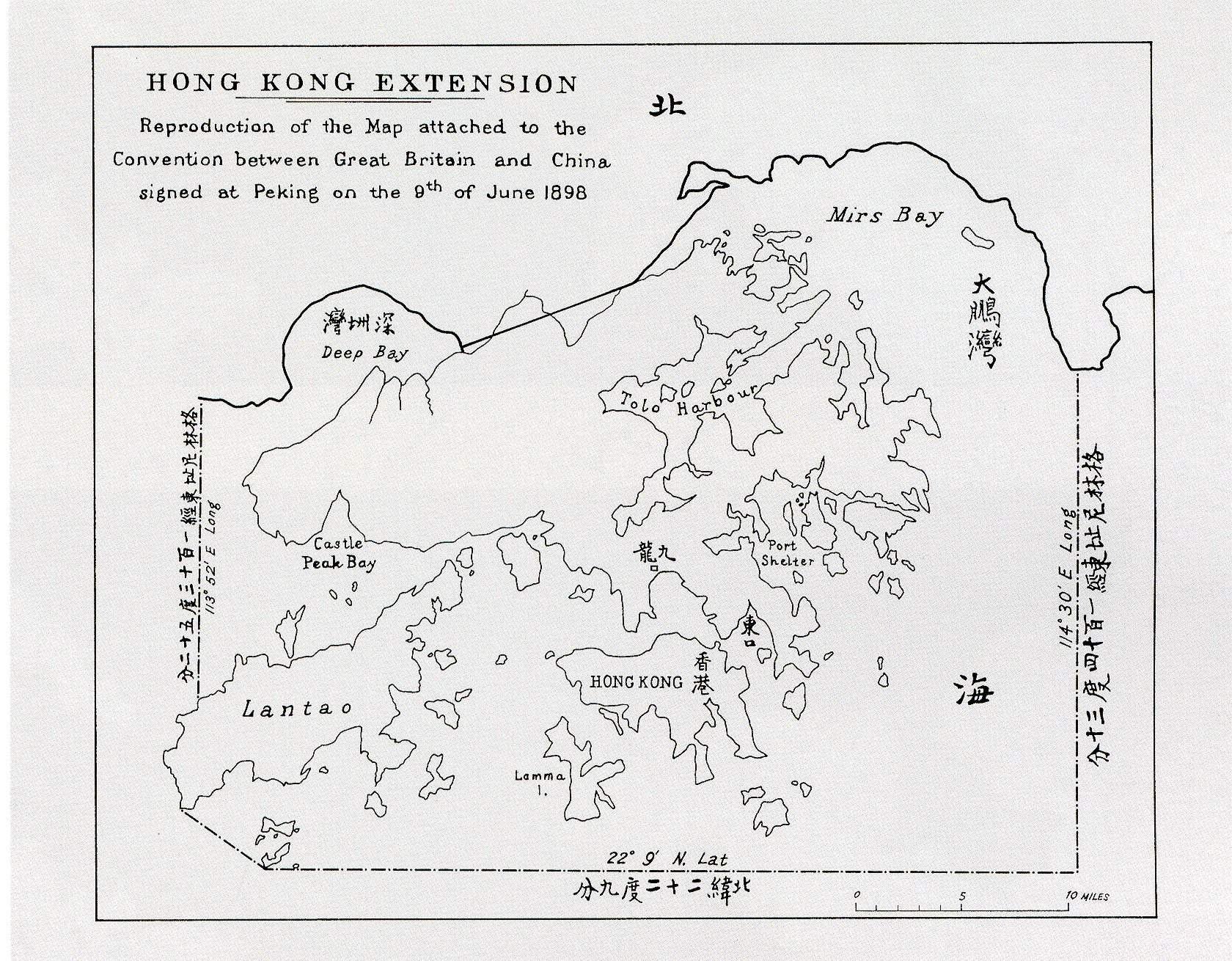
1898年的《展拓香港界址專條》中的大鵬灣

現時香港圖，可見轄區變化

沙頭角附近的大鵬灣

大鵬灣（英語：Mirs Bay），又叫莫士灣或馬士灣，是位於香港和中國大陸之間的海灣；西面和南面分別為香港的吉澳和西貢半島，而北面和東面則為深圳的鹽田、大鵬和南澳所包圍。海灣的中央為香港大埔區的東平洲和石牛洲。

## 歷史
根據《展拓香港界址專條》，在大鵬灣一帶，以深圳東部的海岸線，即西起沙頭角，東至大鵬半島最南端的大鹿灣定為深港界線；香港主權移交後，其北部近岸地方，原属香港管辖的洲仔島（位於大梅沙灣）、洲仔頭（位於接近大鵬半島的平洲海上）和火燒排（位於接近大鵬半島的南澳灣上），改交予深圳市管轄。

## 航行
深圳的盐田港位于大鹏湾内。根据港英1972年制定的《领港条例》，进出盐田港船需强制接受香港和盐田港的双重引航。引航站位于石牛洲、吉澳和平洲对开海域。1998年香港海事处领港事务咨询委员会决定豁免进出盐田港船只的香港引航。但2016年年底，香港海事处认为大鹏湾水域的大型船舶增加，同时原1998年豁免决定缺乏法律依据，因此2018年6月25日香港運輸及房屋局向香港立法会提交了修改《领港条例》以及引航费用的提案，再次要求进出大鹏湾北部盐田港船舶接受深圳与香港两次引航，2020年1月1日生效。
2022年3月15日，深圳市交通运输局与香港特别行政区海事处签署了《关于大鹏湾水域引航合作的框架协议》，对引航合作船舶范围、引航合作调度还有引航收费标准等问题达成了共识。2022年5月27日，深圳港引航站与香港领港会有限公司又共同签署了《大鹏湾水域引航合作操作协议》，就两地引航申请及调度安排等具体事项达成共识：通过深港引水员资格互认，使得深圳引航员和香港领港员均可独立引导船只进出盐田港。
隨著深圳鹽田港及東港各油氣庫的落成，來往鹽田港、大鵬灣油庫及迭福灣兩個液化天然氣接收站的船隻往往不會依照深港水域界線限制而行，而是按照深圳海事局的建議航道，直接橫過赤洲和東平洲之間的香港大鵬灣水域（而進出廣東大鵬液化天然氣接收站的天然氣輪，必須按照接收站對出海面LNG1及LNG2號燈號指示，並由接收站的拖船牽引進出碼頭；而中海石油深圳液化天然氣接收站則設有一小段指定航道，必須由香港水域進入）。
根據香港法例，如未經批准，任何航行器不能於下午六時至翌日早上六時於香港所管轄的大鵬灣水域中航行。

## 保育與區域合作
大鵬灣和海灣（深方稱「深圳灣」）為香港與中國內地共享之水體，1990年代中後期，粵港雙方參照保護后海灣的經驗，開始對大鵬灣的環境保護和區域控制策略進行研究。香港政府與廣東省政府於2000年在「粵港持續發展與環保合作小組」之下成立了「大鵬灣及后海灣（深圳灣）區域環境管理專題小組」，以加強合作，保護兩個海灣的水環境。2003年，香港環境保護署與深圳環境保護局（現稱為人居環境委員會）攜手完成《大鵬灣水質區域控制策略》合作研究，研究建議大鵬灣的發展應設上限，以保護大鵬灣的良好水質。雙方通過定期回顧該控制策略，檢視成效及制訂所需的增補措施，以保護大鵬灣的水環境及實現可持續發展目標。